# Knut Olai Bjørlykke
Knut Olai Knutsen Bjørlykke, född den 11 februari 1860 i Sandøy, död den 25 februari 1946, var en norsk geolog. Han var far till Harald Bjørlykke.
Bjørlykke blev student 1882, candidatus realium 1889 och var 1896–1905 verksam som assistent vid Norges geologiske undersøkelse (NGU). År 1898 blev han lärare och 1905 överlärare i mineralogi, geologi och zoologi vid Norges Landbrukshøiskole i Ås. År 1907 blev han filosofie doktor på avhandlingen Det centrale Norges fjeldbygning och var 1915–1931 professor i mineralogi, geologi och jordmånslära vid nämnda högskola.
Bjørlykke var från början främst intresserad av botanik och utgav under de år han verkade som lärare på skolor i Kristiania (nuvarande Oslo, 1889–1895) botaniska läroböcker. Han hade emellertid redan sommaren 1889 blivit medarbetare vid NGU och efterhand kom han att helt inrikta sig på ämnet geologi. Han arbetsområde som kartläggande geolog var den centrala delen av södra Norge. Redan under de första åren uppnådde han viktiga resultat genom fossilfynden (graptoliter) i fyllit bland annat i Gausdal.
Från mitten av 1890-talet, och i synnerhet efter studieresor i Alperna (1896) och Skottland (1897) anslöt han sig till den tolkning av den norska fjällkedjans tektonik genom överskjutning av väldiga flak av äldre fjäll som 1888 framställts av Alfred Elis Törnebohm. I sin doktorsavhandling Det centrala Norges fjeldbyggning (NGU, nr. 39, 1905), varmed han avslutade sitt arbete som fältgeolog, tog han emellertid avstånd från överskjutningsteorin och hävdade en ståndpunkt som stod nära den av Waldemar Christopher Brøgger i Lagfølgen paa Hardangervidda (1893) hävdade uppfattningen, vilket ledde till en strid med de svenska geologerna som gav sitt stöd till Törnebohm.
Vid sidan av den alpina geologin hade Bjørlykke publicerade även talrika avhandlingar inom kvartärgeologi och jordmånslära. Efter att han börjat tjänstgöra som lärare i geologi på Lantbrukshögskolan kom efterhand av naturliga skäl dessa ämnen att träda i förgrunden. Av hans arbeten på detta område kan särskilt nämnas Jæderens geologi (NGU, nr. 48, 1908) i vilken han för första gången i Norge beskriver fossilförande lager från en mild interglacialperiod äldre än den sista istiden, och Norges kvartærgeologi (NGU, nr. 65, 1913), som innehåller en samlad översikt över kvartärgeologins historiska utveckling i Norge och avslutas med en kort redogörelse för jordmånsförhållandena i olika delar av landet.
Av särskild betydelse var Bjørlykkes arbete med organiseringen av de vetenskapliga jordundersökningarna med direkt praktiskt ändamål. På hans initiativ inrättade Det kongelige Selskap for Norges vel 1908 en jordmånskommitté, med Bjørlykke som ordförande och som utgav "Smaaskrifter" och "Jordbundsbeskrivelser"
Under Bjørlykkes ledning växte det geologiska institutet vid Lantbrukshögskolan till en betydande institution, som förutom de vanliga undervisningssamlingarna även omfattade landets enda specialsamling av jordprov och ett välutrustat laboratorium för jordundersökningar.
Bjørlykke gjorde sig även känd som läroboksförfattare och hans Geologi eller læren om jorden, som han 1902 utgav med statsbidrag (tredje upplagan 1919), användes utöver av hans egna elever även vid tekniska skolor och i någon mån vid universitetet. För den lägre lantbruksundervisningen utgav han en mindre lärobok i geologi och jordmånslära.